# Plana de Utiel-Requena

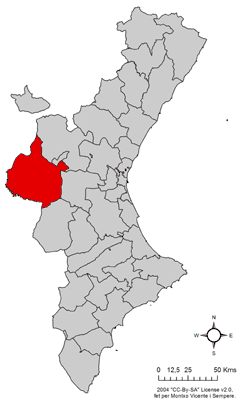
Comarca Plana d'Utiel na mapie Walencji

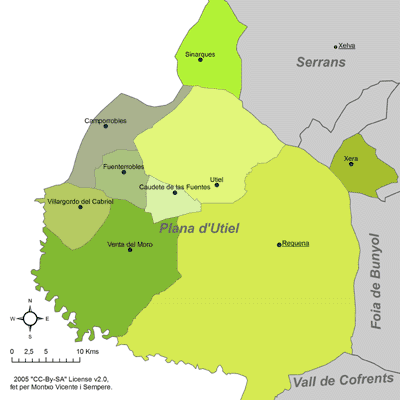
Mapa comarki Plana d'Utiel

Plana de Utiel-Requena (hiszp. wym. [ˈpla.na de.utˈjel reˈke.na]; kat. La Plana d’Utiel-Requena) – comarca w Hiszpanii, w Walencji, w prowincji Walencja. Stolicą jest Requena. Comarca ma powierzchnię 1725,9 km². Mieszka w niej 38 698 obywateli.

## Gminy
- Camporrobles – liczba ludności: 1373
- Caudete de las Fuentes – 783
- Chera – 499
- Fuenterrobles – 752
- Requena – 20 046
- Sinarcas – 1234
- Utiel – 11 899
- Venta del Moro – 1413
- Villargordo del Cabriel – 699